# Partido de Acción Democrática (Bosnia y Herzegovina)
El Partido de Acción Democrática en Bosnia y Herzegovina (Bosnio latino: Stranka demokratske akcije; Bosnio cirílico: Странка демократске акције) es un partido de carácter conservador y de tendencia bosniaca. Fue fundado en 1990 por Alija Izetbegović, Muhamed Filipović y Fikret Abdić. Este partido presenta también candidatura en las regiones con cierta población de bosniacos musulmanes de Serbia y Croacia, ya que tienen bastante apoyo de los mismos.
Respecto a su afiliación internacional pertenece como miembro observador al Partido Popular Europeo. El SDA es el partido de Bakir Izetbegović, elegido en 2010 el miembro bosnio de la Presidencia de Bosnia y Herzegovina.